# 신 파리 대학교
신 파리 대학교(Nouvelle université de Paris)는 이전 파리대학교 이학부, 문학부, 법학부, 의학부, 개신교 신학부와 고등약학학교를 재통합하여 1896년 창설된 프랑스의 대학이다. 파리 대학교는 1970년 말 13개의 독립 대학으로 분할되었다.

## 역사

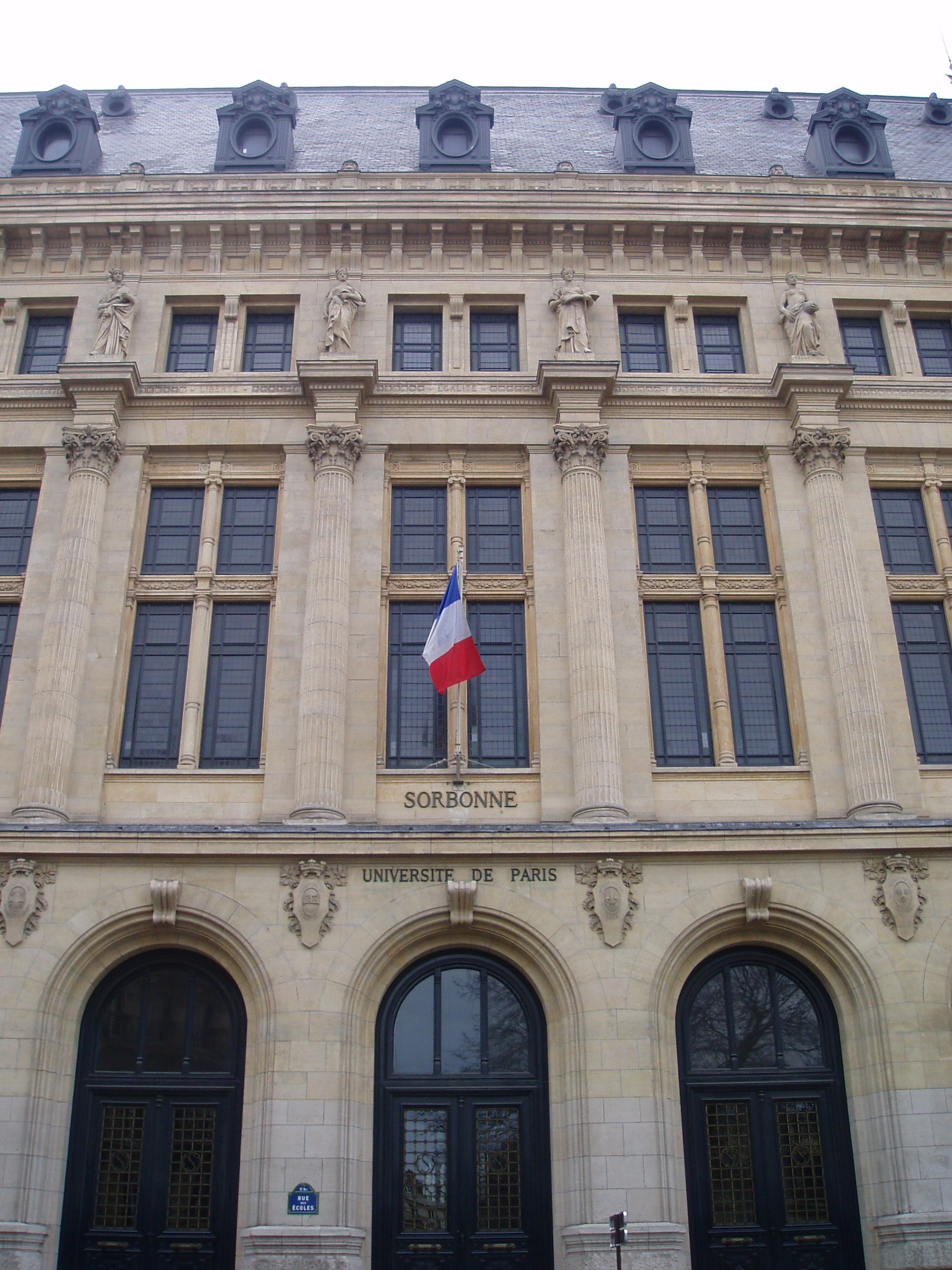
소르본, 파리대학교의 본부

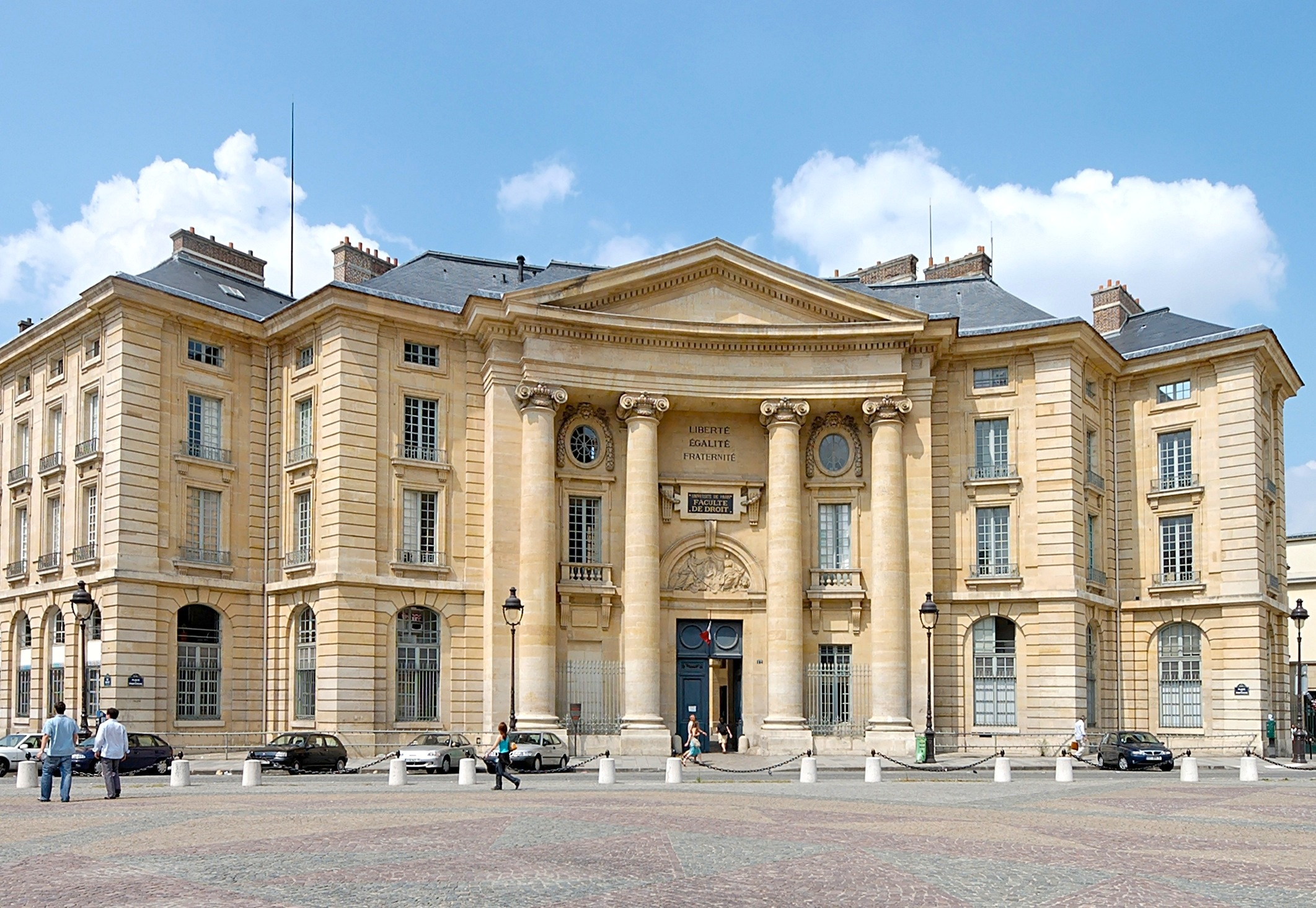
경제대학과 법학대학

## 현재의 파리 대학교
프랑스 5월 혁명 이후에 파리 대학교는 1971년 1월 1일 다음과 같이 13개의 대학교로 나뉜다.
- 파리 제1대학교 (팡테옹 소르본) : 법학·경제학·인문사회과학
- 파리 제2대학교 (팡테옹 아사스) : 법학·경제학·정치학
- 파리 제3대학교 (소르본 누벨) : 문예학·커뮤니케이션학·문화경영학·영화학
- 파리 제4대학교 (파리 소르본) : 문예학·언어학·음악사학
- 파리 제5대학교 (파리 데카르트 대학) : 의학·치의학·약학·심리학·사회과학
- 파리 제6대학교 (피에르에마리퀴 리 대학) : 이학·공학·의학
- 파리 제7대학교 (파리 디드로): 역사학·이학·의학·동양어
- 파리 제8대학교 (벵센): 철학·예술학·정신분석학·심리학
- 파리 제9대학교 (파리-도핀): 경제학·관리학·법학
- 파리 제10대학교 (낭테르): 법학·정치학·경제학·역사학·지리학·문예학·심리학·교육학
- 파리 제11대학교 : 이학·공학·의학·법학
- 파리 제12대학교 : 의학·법학·경제학
- 파리 제13대학교 : 법학·경제학·문예학·의학

※정식으로는 숫자를 로마자로 표기한다. 예: 파리 제1대학교는 Paris I.
파리대학교의 학생수는 총 336,000명이다.
거의 대부분의 파리대학교들이 현재 고등교육, 연구 연합체(프랑스어: Pôles de Recherche et d'Enseignement Supérieur)로 재구성 되고 있다.
- Paris Centre Universités : 파리 제1대학교, 파리 제5대학교, 파리 제7대학교
- Paris Universitas : 에콜 노르말 쉬페리외르, 사회과학고등연구원, 파리 제2대학교, 파리 제3대학교, 파리 제4대학교, 파리 제6대학교, 파리 제9대학교
- Université Paris-Est
- UniverSud Paris
- Cergy-Pontoise Val-d'Oise